# Psilaster charcoti
Psilaster charcoti is een kamster uit de familie Astropectinidae.
De wetenschappelijke naam van de soort werd, als Ripaster charcoti, in 1906 gepubliceerd door René Koehler.